# Saudades do Samba
Saudades do Samba é o  álbum de estreia da cantora Aline Wirley – que na época assinava com o nome de Aline Silva – lançado em 2 de fevereiro de 2009 de forma independente exclusivamente no site oficial da artista e no Myspace.  Nunca foi lançado em formato físico.

## Desenvolvimento
Gravado entre 2006 e 2007 de forma independente, Aline apresentou o álbum completo para algumas gravadoras, porém sem conseguir um contrato, a cantora decidiu lança-lo de forma independente para download gratuito em seu antigo website e no MySpace. O álbum foi produzido por Marco Camargo e é focado no samba, mesclando faixas inéditas e regravações de clássicos do gênero de Cartola, Leci Brandão, Beth Carvalho e Clara Nunes. O único single, "Sufoco", teve destaque ao ser incluído na trilha sonora da telenovela Promessas de Amor.

## Lista de faixas
| N.º | Título                       | Duração |  |
| 1.  | "Guerreira"                  | 3:44    |  |
| 2.  | "Canto da Sereia / Ê Baiana" | 3:33    |  |
| 3.  | "Tô Voltando"                | 3:38    |  |
| 4.  | "Sufoco"                     | 3:24    |  |
| 5.  | "Tristeza Particular"        | 3:22    |  |
| 6.  | "Uma Moeda"                  | 4:09    |  |
| 7.  | "Não Diga Nada"              | 4:25    |  |
| 8.  | "Meu Amor Vai Com Você"      | 3:38    |  |
| 9.  | "Só Peço a Deus"             | 3:35    |  |
| 10. | "Te Desejo Amor"             | 3:46    |  |
| 11. | "Conselho"                   | 3:44    |  |
| 12. | "Nos Guardar"                | 3:33    |  |
| 13. | "Tentação"                   | 3:38    |  |
| 14. | "Vou Festejar"               | 3:24    |  |
| 15. | "Zé do Caroço"               | 3:22    |  |
| 16. | "Negue"                      | 4:09    |  |
| 17. | "Alguém Me Avisou"           | 4:25    |  |
| 18. | "Não Deixe o Samba Morrer"   | 3:38    |  |

## Turnê
Entre fevereiro e março de 2009 Aline realizou uma pequena turnê com o repertório do disco, sendo 8 datas fixas no Bar Brahma de São Paulo, semanalmente aos sábados 23h, e um no aniversário de sua cidade natal, Cachoeira Paulista.
| Data                    | Cidade             | Local             |
| ----------------------- | ------------------ | ----------------- |
| 7 de fevereiro de 2009  | São Paulo          | Bar Brahma        |
| 14 de fevereiro de 2009 | São Paulo          | Bar Brahma        |
| 21 de fevereiro de 2009 | São Paulo          | Bar Brahma        |
| 28 de fevereiro de 2009 | São Paulo          | Bar Brahma        |
| 7 de março de 2009      | São Paulo          | Bar Brahma        |
| 9 de março de 2009      | Cachoeira Paulista | Centro de Eventos |
| 14 de março de 2009     | São Paulo          | Bar Brahma        |
| 21 de março de 2009     | São Paulo          | Bar Brahma        |
| 28 de março de 2009     | São Paulo          | Bar Brahma        |